# Kabinet-Gladstone II
Het kabinet-Gladstone II was de uitvoerende macht van de Britse overheid van 23 april 1880 tot 23 juni 1885.
| Ambtsbekleder                  | Ambtsbekleder                  | Ambtsbekleder                                                 | Functie                               | Ambtstermijn     | Ambtstermijn     | Partij        |
| ------------------------------ | ------------------------------ | ------------------------------------------------------------- | ------------------------------------- | ---------------- | ---------------- | ------------- |
|                                | William Ewart Gladstone        | William Ewart Gladstone (1809–1898)                           | Premier                               | 23 april 1880    | 23 juni 1885     | Liberal Party |
| Leader of the House of Commons | William Ewart Gladstone        | William Ewart Gladstone (1809–1898)                           |                                       | 23 april 1880    | 23 juni 1885     | Liberal Party |
| Minister van Financiën         | William Ewart Gladstone        | William Ewart Gladstone (1809–1898)                           | 16 december 1882                      | 23 april 1880    |                  | Liberal Party |
| Minister van Financiën         |                                | Hugh Childers                                                 | Hugh Childers (1827–1896)             | 16 december 1882 | 23 juni 1885     | Liberal Party |
|                                | Granville Leveson-Gower        | Graaf Granville Granville Leveson-Gower (1815–1891)           | Minister van Buitenlandse Zaken       | 23 april 1880    | 23 juni 1885     | Liberal Party |
| Leader of the House of Lords   | Granville Leveson-Gower        | Graaf Granville Granville Leveson-Gower (1815–1891)           |                                       | 23 april 1880    | 23 juni 1885     | Liberal Party |
|                                | William Harcourt               | Sir William Harcourt (1827–1904)                              | Minister van Binnenlandse Zaken       | 23 april 1880    | 23 juni 1885     | Liberal Party |
|                                | John Spencer                   | Graaf Spencer John Spencer (1835–1910)                        | Lord President of the Council         | 23 april 1880    | 20 maart 1883    | Liberal Party |
|                                | Chichester Parkinson-Fortescue | Baron Carlingford Chichester Parkinson- Fortescue (1823–1898) | Lord President of the Council         | 20 maart 1883    | 23 juni 1885     | Liberal Party |
|                                | George Campbell                | Hertog van Argyll George Campbell (1823–1900)                 | Lord Privy Seal                       | 23 april 1880    | 1 mei 1881       | Liberal Party |
|                                | Chichester Parkinson-Fortescue | Baron Carlingford Chichester Parkinson- Fortescue (1823–1898) | Lord Privy Seal                       | 1 mei 1881       | 5 maart 1885     | Liberal Party |
|                                | Archibald Primrose             | Graaf van Rosebery Archibald Primrose (1847–1929)             | Lord Privy Seal                       | 5 maart 1885     | 23 juni 1885     | Liberal Party |
|                                | Roundell Palmer                | Graaf van Selborne Roundell Palmer (1837–1899)                | Lord Chancellor                       | 23 april 1880    | 23 juni 1885     | Liberal Party |
|                                | Hugh Childers                  | Hugh Childers (1827–1896)                                     | Minister voor Oorlog                  | 23 april 1880    | 16 december 1882 | Liberal Party |
|                                | Spencer Cavendish              | Markies van Hartington Spencer Cavendish (1833–1908)          | Minister voor Oorlog                  | 16 december 1882 | 23 juni 1885     | Liberal Party |
|                                | Thomas Baring                  | Graaf van Northbrook Thomas Baring (1826–1904)                | Minister voor de Marine               | 23 april 1880    | 23 juni 1885     | Liberal Party |
|                                | Joseph Chamberlain             | Joseph Chamberlain (1836–1914)                                | Minister van Handel                   | 23 april 1880    | 23 juni 1885     | Liberal Party |
|                                | John Wodehouse                 | Graaf van Kimberley John Wodehouse (1826–1902)                | Minister voor Koloniale Zaken         | 23 april 1880    | 16 december 1882 | Liberal Party |
|                                | Edward Stanley                 | Graaf van Derby Edward Stanley (1826–1893)                    | Minister voor Koloniale Zaken         | 16 december 1882 | 23 juni 1885     | Liberal Party |
|                                | Spencer Cavendish              | Markies van Hartington Spencer Cavendish (1833–1908)          | Minister voor Brits-Indië             | 23 april 1880    | 16 december 1882 | Liberal Party |
|                                | John Wodehouse                 | Graaf van Kimberley John Wodehouse (1826–1902)                | Minister voor Brits-Indië             | 16 december 1882 | 23 juni 1885     | Liberal Party |
|                                | Anthony Mundella               | Anthony Mundella (1825–1897)                                  | Minister van Onderwijs                | 23 april 1880    | 23 juni 1885     | Liberal Party |
|                                | William Patrick Adam           | William Patrick Adam (1823–1881)                              | Minister van Openbare Werken          | 23 april 1880    | 31 december 1880 | Liberal Party |
|                                |                                |                                                               | Minister van Openbare Werken          | Vacant           |                  |               |
|                                | George Shaw Lefevre            | George Shaw Lefevre (1831–1928)                               | Minister van Openbare Werken          | 30 november 1881 | 13 february 1885 | Liberal Party |
|                                | Archibald Primrose             | Graaf van Rosebery Archibald Primrose (1847–1929)             | Minister van Openbare Werken          | 13 february 1885 | 23 juni 1885     | Liberal Party |
|                                | John George Dodson             | John George Dodson (1825–1897)                                | Minister van Lokale Zaken             | 23 april 1880    | 16 december 1882 | Liberal Party |
|                                | Charles Dilke                  | Sir Charles Dilke (1843–1911)                                 | Minister van Lokale Zaken             | 16 december 1882 | 23 juni 1885     | Liberal Party |
|                                | John Bright                    | John Bright (1811–1889)                                       | Kanselier van het Hertogdom Lancaster | 23 april 1880    | 25 juli 1882     | Liberal Party |
|                                | John Wodehouse                 | Graaf Kimberley John Wodehouse (1826–1902)                    | Kanselier van het Hertogdom Lancaster | 25 juli 1882     | 16 december 1882 | Liberal Party |
|                                | John George Dodson             | John George Dodson (1825–1897)                                | Kanselier van het Hertogdom Lancaster | 16 december 1882 | 30 oktober 1884  | Liberal Party |
|                                | George Trevelyan               | Sir George Trevelyan (1838–1928)                              | Kanselier van het Hertogdom Lancaster | 30 oktober 1884  | 23 juni 1885     | Liberal Party |
|                                | John Spencer                   | Graaf Spencer John Spencer (1835–1910)                        | Lord Lieutenant of Ireland            | 23 april 1880    | 23 juni 1885     | Liberal Party |
|                                | William Edward Forster         | William Edward Forster (1818–1886)                            | Minister voor Ierland                 | 23 april 1880    | 6 mei 1882       | Liberal Party |
|                                | Frederick Cavendish            | Heer Frederick Cavendish (1836–1882)                          | Minister voor Ierland                 | 6 mei 1882       | 6 mei 1882       | Liberal Party |
|                                |                                |                                                               | Minister voor Ierland                 | Vacant           |                  |               |
|                                | George Trevelyan               | Sir George Trevelyan (1838–1928)                              | Minister voor Ierland                 | 8 mei 1882       | 30 oktober 1884  | Liberal Party |
|                                | Henry Campbell-Bannerman       | Henry Campbell- Bannerman (1836–1908)                         | Minister voor Ierland                 | 30 oktober 1884  | 23 juni 1885     | Liberal Party |
|                                | George Shaw Lefevre            | George Shaw Lefevre (1831–1928)                               | Minister van Posterijen               | 23 april 1880    | 23 juni 1885     | Liberal Party |

Russell I ·
Smith-Stanley I ·
Hamilton-Gordon ·
Temple I ·
Smith-Stanley II ·
Temple II ·
Russell II ·
Smith-Stanley III ·
Disraeli I ·
Gladstone I ·
Disraeli II ·
Gladstone II ·
Gascoyne-Cecil I ·
Gladstone III ·
Gascoyne-Cecil II ·
Gladstone IV ·
Primrose ·
Gascoyne-Cecil III ·
Gascoyne-Cecil IV ·
Balfour ·
Campbell-Bannerman ·
Asquith I ·
Asquith II ·
Asquith III ·
Asquith IV ·
Lloyd George I ·
Lloyd George II ·
Law ·
Baldwin I ·
MacDonald I ·
Baldwin II ·
MacDonald II ·
MacDonald III ·
MacDonald IV ·
Baldwin III ·
Chamberlain I ·
Chamberlain II ·
Churchill I ·
Churchill II ·
Attlee I ·
Attlee II ·
Churchill III ·
Eden ·
Macmillan I ·
Macmillan II ·
Douglas-Home ·
Wilson I ·
Wilson II ·
Heath ·
Wilson III ·
Callaghan ·
Thatcher I ·
Thatcher II ·
Thatcher III ·
Major I ·
Major II ·
Blair I ·
Blair II ·
Blair III ·
Brown ·
Cameron I ·
Cameron II ·
May I ·
May II ·
Johnson I ·
Johnson II ·
Truss ·
Sunak ·
Starmer